# Joseph Paelinck
Joseph Paelinck (født 20. marts 1781 i Oostakker ved Gent, død 19. juni 1839 i Bruxelles) var en belgisk maler.
Paelinck var elev af Jacques-Louis David, videre uddannet i Rom, akademiprofessor i Bruxelles og direktør for
akademiet i Tournai. Han malede, nærmest i Davidsk art, historiebilleder: Paris' dom (1804, Gents Museum), Psyches toilette (1823, Amsterdams Museum), Karl V's tronfrasigelse (1836) etc.